# Gezer
Gezer, Tel Gezer ali Tell el-Džezer (hebrejsko  גֶּזֶר, Gezer) je arheološko najdišče ob vznožju Judejskih gora na meji pokrajine Shfela približno na sredini med Jeruzalemom in Tel Avivom. Gezer je zdaj izraelski narodni park. V Hebrejski bibliji je Gezer povezan z Jozuetom in Salomonom.
V prvi polovici 2. tisočletja pr. n. št. je Gezer postal glavna utrjena kanaanska mestna država. Kasneje je bil v požaru uničen in ponovno zgrajen. Amarnska pisma omenjajo gezerske kralje, ki so prisegli zvestobo egipčanskemu faraonu. Pomemben je bil predvsem zaradi svojega strateškega položaja na križišču starodavne obalne trgovske poti, ki je povezovala  Egipt in Sirijo, in poti do Jeruzalema in Jerihe.

## Gezer v Bibliji
Gezer je v Jozuetovi knjigi omenjen kot levitsko mesto, eno od desetih, dodeljeno  Levijevemu sinu Kehatu (Jozue 21:4) in njegovim potomcem. Med odkritja, povezana z biblično arheologijo, spadajo verjetno kanaansko visoko mesto – kraj čaščenja (hebrejsko  במה, bamah)  z desetimi monumentalnimi megaliti, pokončnimi skalami, imenovanimi matsevot, ki jih najdemo tudi drugje v Izraelu, vendar so v Gezerju najimpresivnejši,  dvojna jama pod visokim mestom, ki ni povezana z njim, trinajst popisanih mejnih kamnov, ki so omogočili prvo prepoznavanje svetopisemskega  mesta, vhodna vrata s šestimi prekati, podobna vratom v Hazorju in  Megidu, in velik kanaanski vodni sistem s predorom, ki vodi navzdol do izvira, podoben sistemu v Jeruzalemu, Hazorju in Megidu.

## Lokacija
Gezer je stal na severnem robu pokrajine Šefela, približno 30 km severozahodno od Jeruzalema. Imel je strateški položaj na priključku  mednarodne obalne trgovske ceste Via Maris na trgovsko cesto, ki jo je skozi dolino Ajalom povezovala z Jeruzalemom. 
Potrditev istovetnosti mesta s svetopisemskim Gezerjem so omogočili dvojezični napisi v hebrejščini ali aramejščini in grščini, odkriti na skalah nekaj sto metrov od mestnega griča. Napisi so iz 1. stoletja pr. n. št. in se berejo  "meja Gezerja" in "meja Alkinosa", ki je bil takrat verjetno gezerski guverner.

## Zgodovina

### Bronasta doba

#### Zgodnja bronasta doba
Prebivalci prvega naselja v Gezerju proti koncu 4. tisočletja pr. n. št. so živeli v velikih v skalo vklesanih votlinah. 
V zgodnji bronasti dobi je bilo na vrhu griča neutrjeno naselje, ki je bilo sredi 3. tisočletja pr. n. št. uničeno in za več stoletij opuščeno.

#### Srednja bronasta doba
V srednji bronasti dobi (prva polovica 2. tisočletja pr. n. št.) je Gezer postal dobro utrjeno  glavno mesto z velikim kultnim središčem.
Kanaansko mesto je uničil požar, domnevno na koncu vojnega pohoda egipčanskega faraona Tutmoza III. (vladal 1479–1425 pr. n. št.). Najstarejša znana zgodovinska omemba mesta je na seznamu Tutmozovih osvojenih mest v templju v Karnaku.
V Amarnskih pismih iz 14. stoletja pr. n. št. je deset pisem gezerskih kraljev, ki prisegajo zvestobo egipčanskemu faraonu. V mestni državi Gezer (babilonsko Gazru) so v dvajsetletnem obdobju, ki ga pokrivajo Amarnska pisma, vladali štirje vladarji. Odkritja več keramičnih posod, skritih valjastih pečatnikov in velik skarabej s kartušo egipčanskega faraona Amenhotepa III. dokazujejo obstoj mesta v poznem 14. stoletju pr. n. št. in kažejo na tesne vezi med kanaanskim mestom in Egiptom.
Utrdbe
Grič je bil obdan z masivnim kamnitim obzidjem in stolpi, zaščitenimi s pet metrov visokim nasipom iz zemlje, ometanim z mavcem. Lesena mestna vrata na jugozahodnem vogalu obzidja so bila utrjena z dvema stolpoma.
Kultno mesto z massebotom
Kultno središče mesta je bilo na najvišjem mestu v vrsti desetih velikih kamnitih blokov, imenovanem massebot. Vrsta blokov stoji v smeri sever-jug. Najvišji blok je visok tri metre. Sredi  massebota sta oltarju podobna  struktura in velik kvadraten kamnit bazen. Natančen namen teh megalitov je  še vedno nejasen. Postavljeni so bili morda kot kanaansko visoko mesto v srednji bronasti dobi okoli leta 1600 pr. n. št.

#### Pozna bronasta doba
V pozni bronasti dobi (druga polovica 2. tisočletja pr. n. št.) je bilo zgrajeno novo obzidje, debelo štiri metre. V 14. stoletju pr. n. št. je bila na visokem zahodnem deli griča zgrajena palača. Proti koncu bronaste dobe je začel vpliv mesta upadati in število prebivalcev se je zmanjšalo. Gezer je omenjen na Merneptahovi steli zmage, datirani v konec 13. stoletja pr. n. št.

### Železna doba
V 12.-11. stoletju pr. n. št.  je bila na gezerski akropoli zgrajena velika stavba z več prostori in dvoriščem. Ostanki mlinskih kamnov in zrnja pšenice med črepinjami kažejo, da je bila žitnica. Lokalne in filistejske posode dokazujejo, da je v mestu živela mešana kanaansko/filistejska populacija.
Tiglat-Pileser III. in novoasirsko obdobje
Gezer je med letoma 734 in 732 pr. n. št. oblegal  novoasirski kralj Tiglat-Pileser III. (vladal 745-727 pr. n. št.). Asirci so na koncu Tiglat-Pileserjevega pohoda v Kanaan mesto verjetno osvojili. Ime Gezerja je kot Gazru  morda zapisano na klinopisnem reliefu iz 8. stoletja pr. n. št. v palači Tiglat-Pileserja III. v Nimrudu. 

### Helenistično obdobje
V helenističnem obdobju so Gezer utrdili Makabejci. V njem je vladala neodvisna judovska Hasmonejska dinastija.

### Pohelenistično obdobje
V rimskem obdobju in kasneje je bil Gezer redko naseljen, ker so njegovo vlogo prevzela druga mestna središča.

### Križarsko obdobje
Leta 1177 so bile ravnice okoli Gezerja prizorišče bitke pri Montgisardu, v kateri je križarska vojska Baldvina IV. porazila Saladinovo vojsko. Montgisard je bilo križarsko gospostvo nedaleč od Ramle, na katerem je domnevno stal grad.

## Svetopisemsko obleganje Gezerja
Po Hebrejski Bibliji, edinem viru, ki omenja ta dogodek, je bilo obleganje Gezerja na začetku 10. stoletja pr. n. št. Mesto je po obleganju osvojil in požgal neimenovan egipčanski faraon.  Nekateri zgodovinarji domnevajo, da to lahko bil faraon Siamon med vojnim pohodom v Palestino. Neimenovani faraon je nato mesto kot doto svoje hčerke predal kralju Salomonu. Salomon je mesto ponovno zgradil in utrdil (1 Kralji 9:15-16). 
Svetopisemska zgodba o izraelski osvojitvi Kanaana pod njihovim voditeljem Jozuetom omenja kralja Gezerja Horama (Jozue 10:33), ki je prišel na pomoč svojim sonarodnjakom v Lahišu, kjer je v bitki padel. 

### Prepoznavanje faraona
Edina svetopisemska omemba faraona, ki bi lahko bil Siamon (vladal 986-967 pr. n. št.), je v že omenjeni Prvi knjigi Kraljev. Kaj se je v resnici dogajalo, ne opisuje noben primarni vir. Britanski biblicist Kenneth Kitchen je prepričan, da je Gezer osvojil Siamon in ga predal Salomonu. Drugi biblicisti, med njimi Paul S. Ash in Mark W. Chavalas, se s tem ne strinjajo in trdijo, da ni mogoče ugotoviti, kateri faraon je bil Davidov in Salomonov sodobnik. Profesor Edward Lipinski trdi, da so takrat neutrjeni Gezer opustošili v poznem 10. stoletju pr. n. št., se pravi ne med Siamonovim vladanjem. Po njegovem mnenju je bil faraon najverjetneje Šošenk I. (vladal 943–922 pr. n. št.).

## Arheologija

### Zgodovina izkopavanj
Obsežna arheološka izkopavanja v Gezerju so se začela v zadnjem desetletju dvajsetega stoletja in spadajo med najbolj obširna izkopavanja v Izraelu. Najdišče je kot Gezer prvi prepoznal Charles Simon Clermont-Ganneau leta 1871. Najdišče je pod pokroviteljstvom Palestinske razikovalne fondacije od leta 1902 do 1909 raziskoval R. A. Stewart Macalister, ki je odkril več artefaktov, zgradb in utrdb.  Macalister je slabim stratigrafskim metodam navkljub odkril stanovanjski stratus. Kasneje se je izkazalo, da je večina njegovih ugotovitev in teorij napačna. 
Drugi pomembni raziskovalci si bili  Alan Rowe (1934), G.E. Wright, William Dever in Joe Seger (med 1964-1974) in ponovno Dever leta 1984 in 1990.
Raziskave so se nadaljevale junija 2006 pod vodstvom Stevea Ortiza in Sama Wolffa. Prva sezona izkopavanj se je končala uspešno in razkrila nekaj zanimivih podrobnosti, med njimi debelo plast ruševin, ki bi lahko bile posledica Siamonovega unčenja mesta (1 Kralji 9:16).
Julija 2017  arheologi odkrili okostja tričlanske družine, odraslega moškega in otroka z uhani, ki so bili verjetno ubiti med egipčansko invazijo v 13. stoletju pr. n. št. Odkrili so tudi amulet in več skarabejev in valjastih pečatnikov. Na amuletu sta kartuši faraonov Tutmoza III. in Ramzesa II.

### Gezerski koledar
Ena od najslavnejših najdb je Gezerski koledar. Plošča vsebuje besedilo, ki je bilo bodisi pomnilniška vaja šolarjev ali nekaj, kar je služilo za pobiranje davkov od kmetov. Besedilo bi lahko bilo tudi priljubljena ljudska ali otroška pesem, ki je naštevala  mesece leta po kmetijskih sezonah. Koledar je pomemben vir podatkov o starodavni pisavi in jeziku na Bližnjem vzhodu in poljedelskih sezonah.

### Izraelska mestna vrata in obzidje
Leta 1957 je Yigael Yadin odkril, da so gezersko  obzidje in mestna vrata zelo podobni  sorodnim salomonskim  zgradbam v Megidu in Hazorju. Vse zgradbe so datirane v zgodnje Izraelsko kraljestvo.

### Mejni kamni
Na najdišču so odkrili trinajst mejnih kamnov, verjetno iz poznega helenističnega obdobja (1. stoletje pr. n. št.).

## Amonov tempelj
Na fragmentiranem, vendar dobro znanem reliefu iz Amonovega templja v Tanisu, je upodobljen egipčanski faraon, ki s kijem ubija svojega sovražnika. Relief je domnevno povezan s plenjenjem Gezerja. Egiptolog Kenneth Kitchen meni, da je upodobljen faraon Siamon. 
V zadnjem času je Paul S. Ash podvomil v to razlago. Avtor trdi, da je na reliefu prizor iz izmišljene bitke in poudarja, da na egipčanskih reliefih Filistejci niso bili nikoli oboroženi s sekirami in da za filistejsko rabo sekir  ni nobenega arheološkega dokaza.